# لرل بی (کارولینای جنوبی)
لرل بی(به انگلیسی: Laurel Bay) شهری در ایالت کارولینای جنوبی کشور ایالات متحده آمریکا است که جمعیت آن در سرشماری سال ۲۰۱۰ میلادی، ۵٬۸۹۱ نفر بوده‌است.